# Französische Fußballnationalmannschaft (U-17-Juniorinnen)
Die französische U-17-Fußballnationalmannschaft der Frauen repräsentiert Frankreich im internationalen Frauenfußball. Die Nationalmannschaft untersteht der Fédération Française de Football und wird von Peggy Provost trainiert, die Cécile Locatelli 2023 ablöste. Der Spitzname der Mannschaft ist Les Bleuettes.
Die Mannschaft tritt bei der U-17-Europameisterschaft und der U-17-Weltmeisterschaft für Frankreich an. Den bislang größten Erfolg feierte das Team mit dem Sieg bei der U-17-Weltmeisterschaft 2012, bei der Frankreich als erste nicht-asiatische Mannschaft den WM-Titel in dieser Altersklasse gewann. Bei der Europameisterschaft scheiterten die Französinnen zwischen 2008 und 2012 dreimal im Finale, ehe sie 2023 erstmals den Titel gewannen.

## Turnierbilanz

### Weltmeisterschaft
| Jahr   | Gastgeber           | Platzierung        |
| ------ | ------------------- | ------------------ |
| 2008   | Neuseeland          | Gruppenphase       |
| 2010   | Trinidad und Tobago | nicht qualifiziert |
| 2012   | Aserbaidschan       | Weltmeister        |
| 2014   | Costa Rica          | nicht qualifiziert |
| 2016   | Jordanien           | nicht qualifiziert |
| 2018   | Uruguay             | nicht qualifiziert |
| 2021 1 | Indien 1            | – 1                |
| 2022   | Indien              | Gruppenphase       |

### Europameisterschaft
| Jahr   | Gastgeber               | Platzierung        |
| ------ | ----------------------- | ------------------ |
| 2008   | Schweiz                 | Vize-Europameister |
| 2009   | Schweiz                 | 3. Platz           |
| 2010   | Schweiz                 | nicht qualifiziert |
| 2011   | Schweiz                 | Vize-Europameister |
| 2012   | Schweiz                 | Vize-Europameister |
| 2013   | Schweiz                 | nicht qualifiziert |
| 2014   | England                 | Gruppenphase       |
| 2015   | Island                  | Halbfinale         |
| 2016   | Belarus                 | nicht qualifiziert |
| 2017   | Tschechien              | Gruppenphase       |
| 2018   | Litauen                 | nicht qualifiziert |
| 2019   | Bulgarien               | nicht qualifiziert |
| 2020 2 | Schweden 2              | – 2                |
| 2021 2 | Färöer 2                | – 2                |
| 2022   | Bosnien und Herzegowina | 3. Platz           |
| 2023   | Estland                 | Europameister      |